# Aliens Act (1793)
Ne doit pas être confondu avec Aliens Act (1937).
Aliens Act (1793) est le nom donné en Angleterre à une loi relative à la police des étrangers.

## Principe
Faisant suite à une première loi datant de 1782, l'Aliens Act est votée à l'instigation de lord Grenville, qui désire mettre les réfugiés étrangers sous la surveillance de la police et permettre au besoin de les expulser.
L'Aliens Act est renouvelé en 1802, en 1816 et en 1818.

## Application
Cette loi a été rarement appliquée. Un cas remarquable de son application, cependant, concerne Talleyrand qui, en exil à Londres, est expulsé d'Angleterre fin janvier 1794 par le roi George III.

## Source
Cet article comprend des extraits du Dictionnaire Bouillet. Il est possible de supprimer cette indication, si le texte reflète le savoir actuel sur ce thème, si les sources sont citées, s'il satisfait aux exigences linguistiques actuelles et s'il ne contient pas de propos qui vont à l'encontre des règles de neutralité de Wikipédia.